# Exclamatiu
Els exclamatius són una classe de paraules de categories gramàticals diverses que serveixen per a ponderar una qualitat o una quantitat, és a dir, per a exagerar-la. Encapçalen sempre exclamacions, és a dir, oracions o frases que expressen les emocions del parlant mitjançant la intensitat fònica, la qual marquem gràficament amb el signe d'exclamació o d'admiració (!).
Aquesta classe de paraules formen un grup tancat i molt reduït, més encara que els interrogatius. Els exclamatius bàsics són quatre i pertanyen a dues categories diferents: els adjectius i els adverbis.

## Els adjectius exclamatius (quin i quant)
Hi ha dos adjectius exclamatius bàsics: quin i quant, els quals són una extensió dels adjectius interrogatius homònims. Són adjectius, concretament determinants, perquè van sempre davant del nom i el determinen. És per aquest motiu que són variables (quin, quina, quins, quines i quant, quanta, quants, quantes).
La causa per què n'hi ha dos es deu al fet que l'adjectiu quin pondera la qualitat dels éssers o coses (Quina dona més amable!), mentre que l'adjectiu quant pondera la quantitat d'éssers o coses (Quanta gent que hi ha!). Notem que, quan aquestes mateixes oracions deixen de ser exclamatives, l'exclamatiu és substituït pel terme quantitatiu molt: quin el substituïm per l'adverbi molt (És una dona molt amable) perquè pondera una qualitat (l'amabilitat de la dona), mentre que quant el substituïm per l'adjectiu molt (Hi ha molta gent) perquè pondera una quantitat (el nombre de persones).

### Tipus
- Qualitat: QUIN (Quin dia més bo! Quin dia més bo que fa!)
- Quantitat: QUANT (Quants núvols! Quants núvols que hi ha!)

### Dues particularitats
1. Una particularitat d'aquest tipus d'exclamatius és que, quan introduïm el verb, aquest va precedit normalment de la conjunció que: Quin dia més bo! (frase); Quin dia més bo que fa! (oració).
2. L'altra particularitat és que l'adjectiu quant, quan és masculí singular, acompanya sempre noms no comptables, raó per la qual va sempre seguit de la preposició de: Quant de vent que fa!. Funciona, doncs, com l'adjectiu tant (Avui no fa tant de vent).

### Altres adjectius exclamatius
A més de l'adjectiu bàsic quant, hi ha dos altres exclamatius no tan freqüents que serveixen per a ponderar la quantitat, i són si i que.
1. L'adjectiu que és un exclamatiu subaltern de quant: en comptes de dir Quanta gent que hi ha!, podem dir Que gent que hi ha! (mireu la segona entrada del segon que al DIEC).
2. Per la seua banda, l'adjectiu si encapçala construccions especials del tipus Si n'hi ha de gent!.

## Els adverbis exclamatius (que i com)
Hi ha dos adverbis exclamatius bàsics: que i com; l'adverbi com és una extensió de l'adverbi interrogatiu homònim, mentre que l'adverbi que no té correspondència amb cap interrogatiu. Són adverbis perquè determinen adjectius (Que bonic!), altres adverbis (Que bé!) i verbs (Com corre!) i perquè són invariables (tenen una única forma).
L'adverbi que pot expressar la qualitat d'un ésser o cosa i, per tant, determinar adjectius (Que bonic!) o bé pot expressar la qualitat d'un estat o acció i, per tant, determinar adverbis (Que bé!). Per la seua banda, l'adverbi com determina sempre verbs i té dos valors: pot expressar la qualitat d'un estat a acció (Com canta!) o la quantitat (Com corre!). Notem, doncs, que en l'exclamació Com parla!, si no explicitem la qualitat, podem entendre que algú parla bé (qualitat) o que algú parla molt (quantitat); per tal de desfer l'ambigüitat fem servir la locució si que (mireu "Altres exclamatius").

### Tipus
- QUE
  - Qualitat d'un ésser o cosa (Que amable! Que amable que és!)
  - Qualitat d'un estat o acció (Que bé! Que bé que parla!)
- COM
  - Qualitat d'un estat o acció (Com parla! Com parla de bé!)
  - Quantitat (Com plou!)

### Dues particularitats
1. Igual com els adjectius exclamatius, quan en una oració amb l'exclamatiu que introduïm el verb, aquest va precedit normalment de la conjunció que: Que amable! (frase); Que amable que és! (oració).
2. L'altra particularitat és que, quan en una oració amb l'exclamatiu com explicitem la qualitat amb un adverbi de manera, aquest va precedit de la preposició de: Com parla de bé!

### Altres exclamatius
A més dels adverbis bàsics (que i com), hi ha dos altres exclamatius no tan freqüents amb usos diversos: quant i si que.
1. L'adverbi quant és un exclamatiu subaltern de que: en comptes de dir Que amable que és!, podem dir Quant amable que és!.
2. Per la seua banda, la locució si que pot expressar tres valors diferents, però amb la particularitat que el verb sempre ha d'aparèixer en l'oració; per això el si va acompanyat de la conjunció que. Pot expressar qualitat d'un ésser o cosa (Si que és amable!), qualitat d'un estat o acció (Si que parla bé!) i quantitat (Si que parla!).

## Sobrequinique
L'exclamatiu quin és un adjectiu, determina noms i és variable (Quin gol! Quina bona idea!), mentre que l'exclamatiu que és un adverbi, determina adjectius i adverbis i és invariable (Que bonica! Que bé!).